# 3ª Armata (Giappone)
La 3ª Armata (第3軍?, Dai-san gun) fu un'unità dell'Esercito imperiale giapponese creata per la prima volta durante la guerra russo-giapponese e sciolta alla fine della guerra. Venne ricreata una seconda vola nel Manciukuò il 13 aprile 1938 per sorvegliarne i confini orientali.

## Storia

### Guerra russo-giapponese
La 3ª Armata fu creata per la prima volta sotto il comando del generale Nogi Maresuke ed era inizialmente era composta dalla 1ª Divisione (trasferita dalla 2ª Armata), 9ª Divisione, 6ª Divisione e 11ª Divisione. Fu sbarcata il 6 giugno 1904 venne sbarcata a Dalian con l'obbiettivo di occupare Port Arthur. Nel luglio 1904 la 6ª Divisione fu trasferita alla 2ª Armata. A partire dall'ottobre 1904 venne gradualmente rinforzata dalla 7ª Divisione, mentre a inizio 1905 l'11ª Divisione fu distaccata per formare il nucleo della 5ª Armata.
Dopo la conquista di Port Arthur, dove sofferse le più grandi perdite di ogni altra armata giapponese fu trasferita al nord, per partecipare alla Mukden nelle ultime fasi della guerra. Fu disciolta al suo termine.

## Seconda guerra mondiale
La 3ª Armata fu ricreata il 13 gennaio 1938 come forza di guarnigione nel Manciukuò sotto il comando dell'Armata del Kwantung per sorvegliare i confini orientali contro una possibile invasione sovietica. Nel luglio 1942 fu posta sotto il comando della 1ª Armata regionale (第1方面軍?, Dai-ichi hōmen gun). Con il proseguire della guerra e il deterioramento delle forze giapponesi le unità più esperte e la maggior parte dell'equipaggiamento fu trasferito ad altre unità nell'Asia sudorientale.
Al 7 dicembre 1941 era composta da:
- 9ª Divisione di fanteria
- 12ª Divisione di fanteria
- Ulteriori 4 brigate e distaccamenti.

Nell'agosto 1945 nell'Invasione sovietica della Manciuria le sue unità poco addestrate e sottoequipaggiate non furono all'altezza delle esperte unità dell'Armata Rossa e venne costretta a ritirarsi da varie località della provincia di Kirin fino al confine con la Corea e infine arrendersi al termine della guerra a Yanji e Hunchun, nell'odierna Prefettura autonoma coreana di Yanbian nella Cina settentrionale.
Nel settembre 1945 era composta:
- 79ª Divisione di fanteria
- 112ª Divisione di fanteria
- 127ª Divisione di fanteria
- 128ª Divisione di fanteria

## Comandanti

### Ufficiale comandante
|   | Nome                              | Da                | A                 |
| - | --------------------------------- | ----------------- | ----------------- |
| 1 | Generale Nogi Maresuke            | agosto 1904       | gennaio 1906      |
| 2 | Generale Otozō Yamada             | 13 gennaio 1938   | 10 dicembre 1938  |
| 3 | Generale Hayao Tada               | 10 dicembre 1938  | 12 settembre 1939 |
| 4 | Generale Kamezo Suetaka           | 12 settembre 1939 | 1 marzo 1941      |
| 5 | Generale Masakazu Kawabe          | 1 marzo 1941      | 17 agosto 1942    |
| 6 | Tenente generale Eitaro Uchiyama  | 17 agosto 1942    | 7 febbraio 1944   |
| 7 | Tenente generale Hiroshi Nemoto   | 7 febbraio 1944   | 22 novembre 1944  |
| 8 | Tenente generale Murakami Keisaku | 22 novembre 1944  | settembre 1945    |

### Capo dello staff
|    | Nome                                 | Da               | A                |
| -- | ------------------------------------ | ---------------- | ---------------- |
| 1  | Maggior generale Ijichi Kōsuke       | agosto 1904      | gennaio 1905     |
| 2  | Maggior generale Masatoshi Matsunaga | febbraio 1905    | marzo 1905       |
| 3  | Maggior generale Ichinohe Hyoe       | marzo 1905       | gennaio 1906     |
| 4  | Tenente generale Aketo Nakamura      | 20 gennaio 1938  | 14 aprile 1938   |
| 5  | Tenente generale Teiichi Suzuki      | 14 aprile 1938   | 10 dicembre 1938 |
| 6  | Tenente generale Masami Maeda        | 10 dicembre 1938 | 9 marzo 1940     |
| 7  | Tenente generale Toshimichi Uemura   | 9 marzo 1940     | 1 aprile 1941    |
| 8  | Tenente generale Takezo Numata       | 1 aprile 1941    | 1 luglio 1942    |
| 9  | Maggior generale Akio Doi            | 1 luglio 1942    | 11 marzo 1943    |
| 10 | Maggior generale Tatsuhiko Takashima | 11 marzo 1943    | 16 dicembre 1944 |
| 11 | Maggior generale Hanjiro Ikeya       | 16 dicembre 1944 | settembre 1945   |